# Cao tốc Liên bang Nevada 375
Cao tốc Liên bang Nevada (tiếng Anh: Nevada State Route 375, SR 375) là một phần của con đường cao tốc liên bang Hoa Kỳ, nó chủ yếu chạy qua các vùng sa mạc rộng lớn, hẻo lánh, thuộc bang Nevada. Nó dài khoảng 158 km, nằm giữa hai con đường cao tốc khác là SR 374 và SR 376, nằm gần Khu vực 51.

## Tên gọi
Tên đường được đặt là Người Ngoài hành tinh vì có một câu chuyện kì bí vào năm 1989, một kỹ sư tên là Bob Lazar đã tuyên bố rằng anh ta từng làm việc trên một tàu vũ trụ của người ngoài hành tinh và lái một chuyến bay thử nghiệm rồi nhìn thấy một chiếc đĩa bay (UFO) ở gần thung lũng Tikaboo. Sau đó, đã từng có nhiều cuộc thảo luận bàn bạc cho việc đặt tên cho con đường và cuối cùng họ đã chính thức đặt tên là Extraterrestrial Highway vì xung quanh đây thường xuyên xảy ra những vụ việc liên quan đến người ngoài hành tinh và các UFO.

## Vị trí

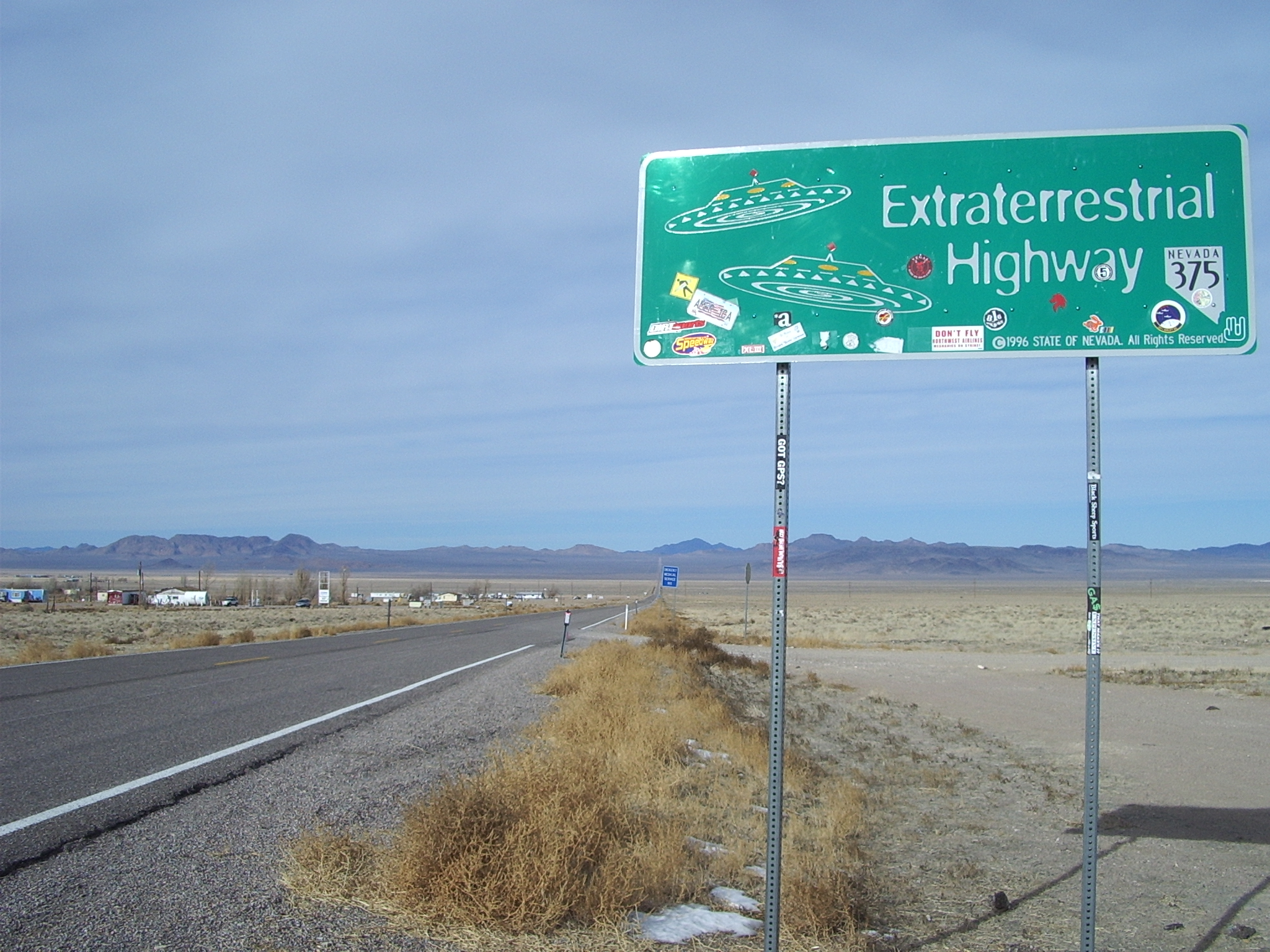
Một tấm biển mô tả con đường với những hình vẽ UFO và người ngoài Trái Đất

Đường nằm ở phần phía Nam của tiểu bang Nevada. Bắt nguồn từ một ngã ba hình chữ Y của SR 318 tại Crystal Springs, một thị trấn ma ở cuối phía bắc của thung lũng Pahranagat, trung tâm của Lincoln County.
Giữa đường chạy vòng qua hồ muối Groom, nơi có một ngã rẽ bên phải gắn biển khu vực cấm - đó chính là lối dẫn vào sân bay quân sự Nellis - Khu vực 51, một căn cứ quân sự bí mật của Hoa Kỳ. Ngay đầu con đường này còn có một hộp thư gọi là "hộp thư màu" đen, dùng cho những người có ý kiến viết và bỏ thư vào, các nhân viên trong Khu 51 sẽ đọc chúng.